# قائمة جسور اليمن

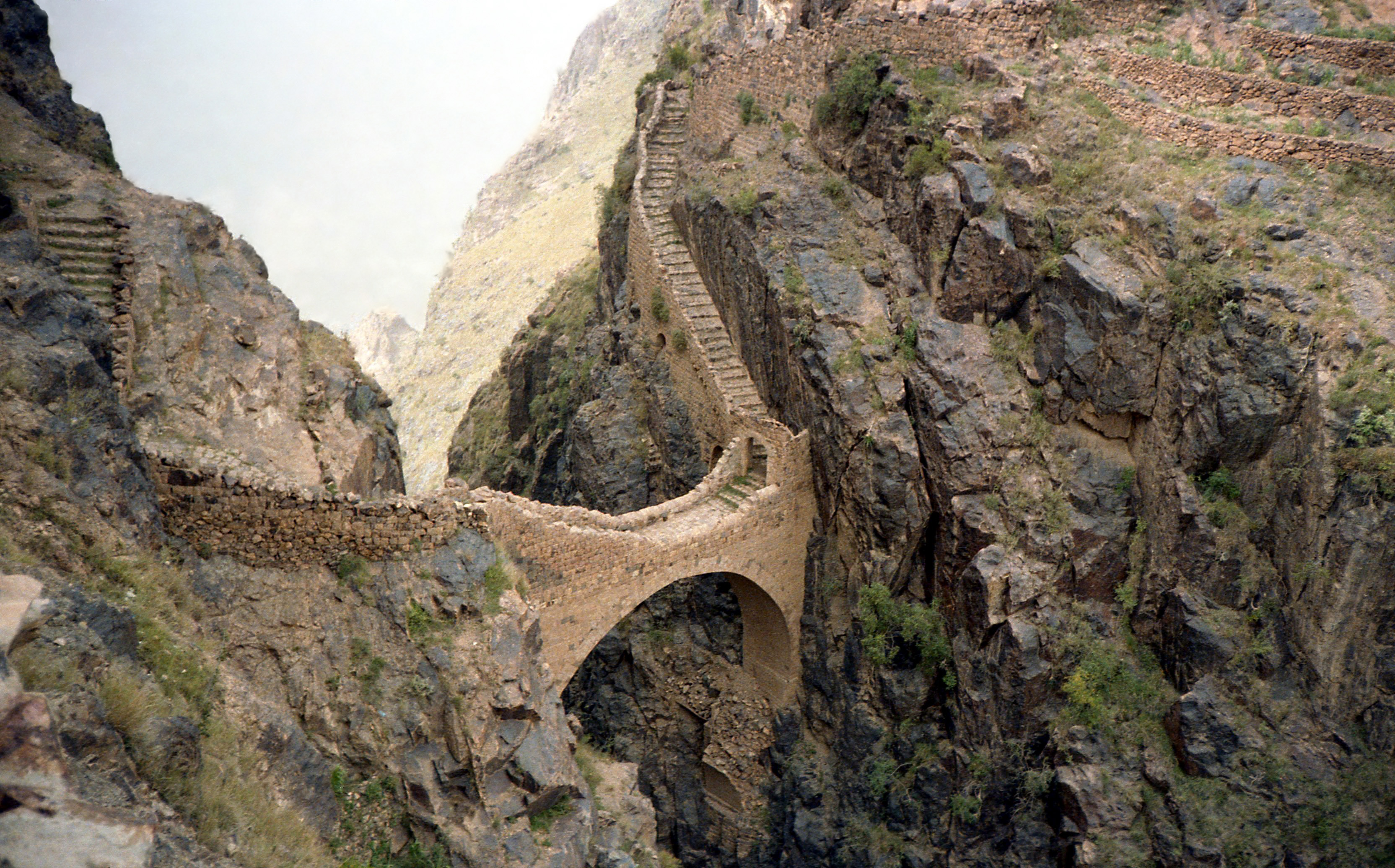
جسر شهارة

الجسر أو القنطرة (ج القناطر) هو مُنشأ يُستخدم للعبور من مكان إلى آخر بينهما عائق.

## قائمة الجسور اليمن
تحتوي هذه القائمة على أسماء الجسور في اليمن.
- شهارة
- جسر شهارة
- جسر حدة

- جسر الشهيد محسن الهندوانة
- جسر الشهيدين أمان والخطيب

- جسر القرن الإفريقي